# Sindrome del vomito ciclico
La sindrome del vomito ciclico è una malattia rara, che si manifesta attraverso episodi convulsivi composti da sintomi quali: vomito, nausea, anoressia, fotofobia, fonofobia e prostrazione intensa che compaiono e, dopo molte ore, cessano senza preavviso e senza spiegazione.
Tale stato è definito "Coma Cosciente".
La sindrome venne descritta per la prima volta da Samuel Gee nel 1882.
Gli episodi possono durare fino a 10 giorni (più frequentemente tra 1 e 4 giorni), e si presentano da più volte all'anno fino a più volte al mese. La sindrome esordisce più frequentemente tra i 3 mesi e i 7 anni, ma può insorgere in qualunque momento tra la prima infanzia e l'età adulta. L'intensità e la ciclicità possono variare nel tempo.
Gli episodi si manifestano, prevalentemente di notte o al risveglio, a volte in seguito ad avvenimenti eccitanti in positivo o in negativo (compleanni, vacanze, infortuni) o in seguito a piccole infezioni, altre volte in modo casuale e imprevedibile. Si presentano con vomito violento e ripetuto (fino a 6-8 volte in un'ora), nausea costante, fotosensibilità, spossatezza, pallore; il paziente manifesta una abbondante salivazione, molta sete e resistenza a parlare o a deglutire, atti che aumentano la nausea e lo stimolo al vomito. Il vomito ripetuto comporta irritazione dell'esofago e rotture dei capillari. La disidratazione e lo squilibrio elettrolitico possono anche mettere a rischio la vita. Inoltre la ciclicità degli episodi e la loro violenza possono portare alla Lacerazione di Mallory-Weiss (lacerazioni dell'esofago) o ad ernie inguinali.

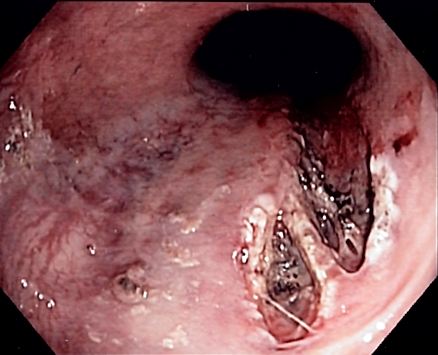
Una possibile complicanza della sindrome è una lacerazione di Mallory-Weiss nell'esofago (qui in una immagine endoscopica)

Colpisce sia maschi che femmine, spesso con familiarità con l'emicrania. I pazienti non presentano sintomi evidenti tra un episodio e l'altro.
La diagnosi è difficile, essendo il vomito un sintomo molto comune di numerose altre malattie, e si basa essenzialmente sulla storia clinica del paziente e sull'esclusione di altre malattie.
Il trattamento prevede essenzialmente il riposo in un ambiente buio e tranquillo, ma a volte è necessaria la somministrazione di liquidi per via endovenosa in ospedale. Gli effetti degli attacchi possono essere attenuati da farmaci, in modo diverso per ciascun paziente. Può essere causato da pressione intracranica la quale causa emicrania, con conseguente sensazione di vomito.